# Wolfhard Molkentin
Wolfhard Molkentin (* 27. August 1941) ist ein ehemaliger deutscher Politiker (CDU).

## Leben
Wolfhard Molkentin war der Sohn eines Pfarrers. Er studierte bis 1965 Landwirtschaft an der Universität Rostock mit Abschluss als Diplom-Landwirt. Bis 1990 war er in leitenden Funktionen in der Landwirtschaft tätig.
Von 1990 bis 2008 war Molkentin Landrat, zunächst im Landkreis Grimmen, nach der Kreisreform von 1994 im Landkreis Nordvorpommern.
Molkentin gilt als politischer Mentor der späteren Bundeskanzlerin Angela Merkel. Er trug ihr an, bei der Bundestagswahl 1990 im damaligen Wahlkreis Stralsund – Rügen – Grimmen für die CDU zu kandieren (den sie gewann): der Anfang ihrer Laufbahn in der CDU.